# Eupherusa ridgwayi
La ninfa mexicana o zafiro mexicano (Eupherusa ridgwayi) es una especie de ave apodiforme de la familia Trochilidae —los colibríes—perteneciente al género  Eupherusa, anteriormente situada en el género Thalurania. Es endémica de México.

## Distribución y hábitat
Se distribuye únicamente por la vertiente del Pacífico del oeste de México, en el sur de Nayarit, Jalisco y Colima.
Esta especie es considerada de rara a común apenas localmente en sus hábitats naturales: los bosques húmedos, cañones y piedemonte en altitudes entre 250 y 1200 m; aún se desconocen los requisitos exactos de hábitat; probablemente también se da en cafetales.

## Estado de conservación
El zafiro mexicano ha sido calificado como «vulnerable» por la Unión Internacional para la Conservación de la Naturaleza (IUCN) debido a que su pequeña zona de distribución y su población, estimada entre 6000 y 15 000 individuos maduros, se presumen estar en decadencia como resultado de la continua pérdida de hábitat.

## Sistemática

### Descripción original
La especie E. ridgwayi fue descrita por primera vez por el ornitólogo estadounidense Edward William Nelson en 1900 bajo el nombre científico Thalurania ridgwayi; su localidad tipo es: «San Sebastián, Jalisco, México».

### Etimología
El nombre genérico femenino «Eupherusa» se compone de las palabras del griego «eu» que significa ‘bueno’ y «pherō» que significa ‘llevar’, ‘cargar’; y el nombre de la especie «ridgwayi» conmemora al ornitólogo estadounidense Robert Ridgway (1850–1929).

### Taxonomía
La presente especie fue descrita y estuvo colocada por mucho tiempo en el género Thalurania, hasta que un estudio de filogenética molecular publicado por McGuire et al. (2014), encontró que dicho género no era monofilético, con la presente especie estrechamente relacionada con las otras especies de Eupherusa. Como consecuencia, fue transferida para Eupherusa, lo que fue reconocido por el Comité de Clasificación de Norte y Mesoamérica (N&MACC) en la Propuesta No 2020-A-02, y adoptado por las principales clasificaciones. Es monotípica.